# Kalarrýtes
Kalarrýtes (Kalarites) är en ort i Grekland.   Den ligger i prefekturen Nomós Ioannínon och regionen Epirus, i den centrala delen av landet, 280 km nordväst om huvudstaden Aten. Kalarrýtes ligger 1 277 meter över havet och antalet invånare är 130.
Terrängen runt Kalarrýtes är bergig österut, men västerut är den kuperad. Runt Kalarrýtes är det mycket glesbefolkat, med 6 invånare per kvadratkilometer. Närmaste större samhälle är Matsoúki, 4,1 km sydost om Kalarrýtes. Trakten runt Kalarrýtes består till största delen av jordbruksmark.